# Obtěžování
Obtěžování je označení pro celou škálu různých chování vůči dalšímu jedinci nebo skupině. Definice obtěžování není zcela jednoznačná, ale obecně jej lze definovat jako chování, které je pro člověka, který je terčem obtěžování, ponižující, zastrašující, zahanbující a naopak z pohledu osoby, jež obtěžuje, jde o chování výhružné, rozrušující a obecně znepokojivé. Obtěžování lze přitom označit jako jednu z forem diskriminace, protože osobu, která je terčem obtěžování, oklešťuje o její práva. Obtěžování se může vyskytovat jak ve verbální podobě, tak ale i v podobě fyzické nebo online.
Pokud obtěžující chování určité osoby nebo skupiny vůči jiné osobě či skupině osob trvá dlouhodobě, pak lze hovořit o určité formě šikany. Na druhou stranu je potřeba obtěžování odlišit od „pouhé“ urážky. 